# Larsjonstjärnen
Larsjonstjärnen är en sjö i Strömsunds kommun i Jämtland och ingår i Ångermanälvens huvudavrinningsområde. Sjön har en area på 0,0506 kvadratkilometer och ligger 560,2 meter över havet. Sjön avvattnas av vattendraget Sågån.

## Delavrinningsområde
Larsjonstjärnen ingår i det delavrinningsområde (713582-144361) som SMHI kallar för Inloppet i 713845-144289. Medelhöjden är 505 meter över havet och ytan är 15,17 kvadratkilometer. Det finns inga avrinningsområden uppströms utan avrinningsområdet är högsta punkten. Sågån som avvattnar avrinningsområdet har biflödesordning 3, vilket innebär att vattnet flödar genom totalt 3 vattendrag innan det når havet efter 282 kilometer. Avrinningsområdet består mestadels av skog (89 procent). Avrinningsområdet har 0,7 kvadratkilometer vattenytor vilket ger det en sjöprocent på 4,6 procent.